# Джираванц Китакюсю
«Джираванц Китакюсю» (яп. ギラヴァンツ北九州 Гираванцу Китакю:сю:, англ. Giravanz Kitakyushu) — японский футбольный клуб из города Китакюсю, в настоящий момент выступает в Джей-лиге 3.
Клуб был основан в 1947 году, как команда корпорации «Мицубиси Кемикал», долгое время клуб выступал в чемпионате префектуры, так как в городе уже существовал более сильный клуб «Явата Стил», играющий в национальной лиге. В 2001 году команда была переименована в «Нью Вэйв Китакюсю» и начала восхождение по системе японских футбольных лиг. В 2007 году «Нью Вэйв Китакюсю» занял второе место в региональной лиге, и получил право с 2008 года играть в Японской футбольной лиге. В 2008 году клуб стал ассоциативным членом профессиональной футбольной Джей-лиги. В 2009 году клуб был вновь переименован, и получил своё нынешнее название. В 2010 году «Джираванц Китакюсю» дебютировал во втором дивизионе Джей-лиги, первый сезон в Джей-лиге сложился для клуба неудачно, он занял последнее место, одержав лишь 1 победу в 36 матчах (что является антирекордом второго дивизиона Джей-лиги), но уже на следующий год команда стала 8-й. Домашние матчи команда проводит на стадионе «Хондзё Атлетик», вмещающем 10 202 зрителя. Слово «Джираванц» в названии клуба — это словослияние двух итальянских слов «Джирасоле» (подсолнух, который является символом города Китакюсю) и «Аванцаре» (движение вперёд).